# Тагади
Та́гади (эст. Tagadi) — деревня в волости Саку уезда Харьюмаа, Эстония.

## География и описание
Расположена в северной части Эстонии, в 15 км к югу от Таллина. На западе граничит с деревнями Кирдалу и Куртна, на северо-западе — с Соокаэра-Метсанурга, на севере — с деревнями Соокаэра, Аруста, Куревере и Пийссоо, на северо-востоке — с Сымеру, на востоке — с Таммику, на юге — с деревней Ангерья и посёлком Кохила. Высота над уровнем моря — 64 метра.
Через Тагади протекают реки Ангерья и Ярве.
Климат умеренный. Официальный язык — эстонский. Почтовый индекс — 75517.
На территории деревни находится сосновый лес, который является средой обитания серого журавля, ястреба-перепелятника, козлодоя, малой мухоловки и рябчика.

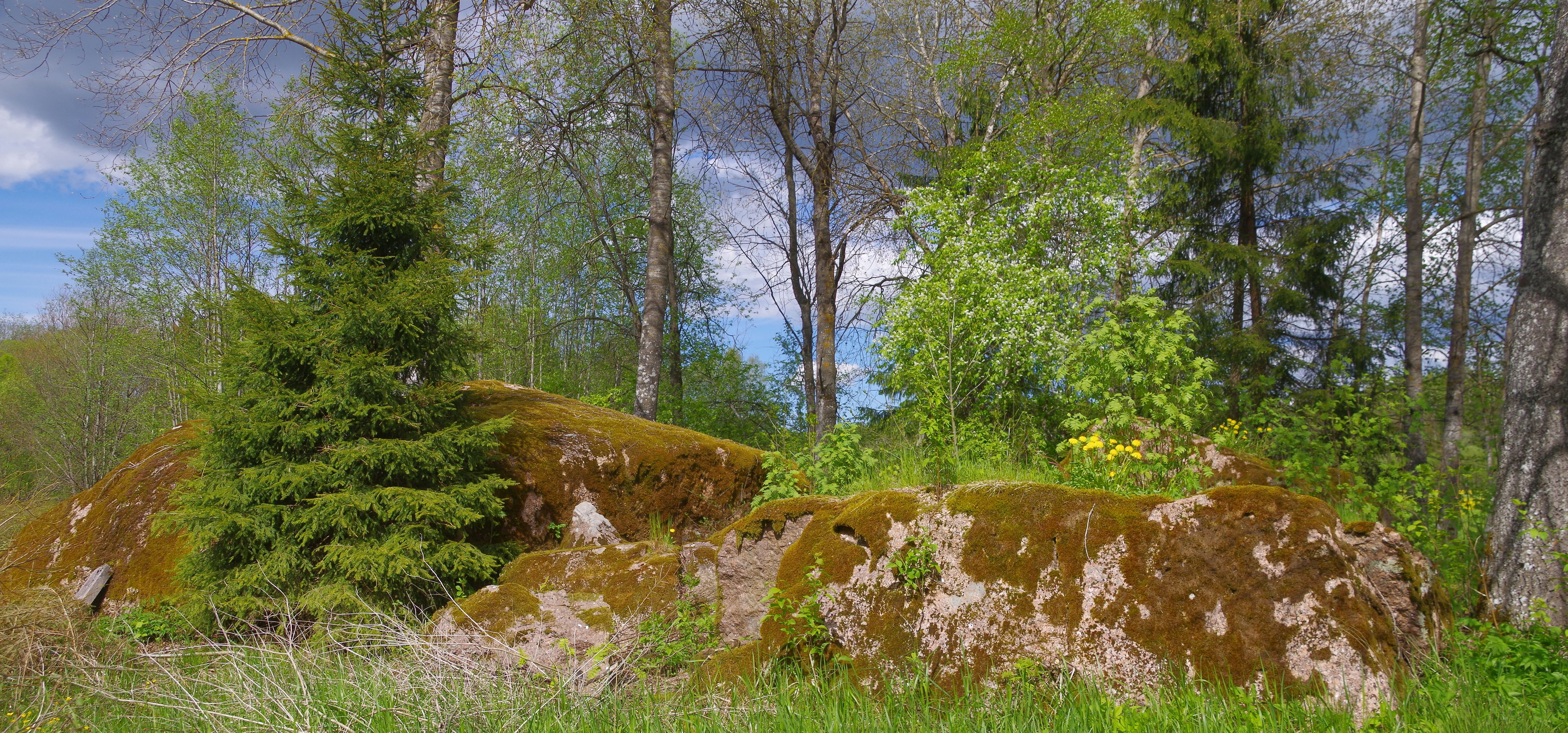
Камни Коози

Рядом с хутором Коози (Koosi), на участке земли размером 60×30 м, находится скопление валунов под общим названием «Камни Коози» (эст. Koosi kivid) — 7 крупных и множество мелких валунов. Предполагается, что эти валуны образовались в результате разрушения более крупного валуна под действием надвигающегося ледника. Самый крупный из валунов скопления обладает размерами 8,7×5,5×3,3 м. Камни Коози находятся под охраной государства.

## Население
По данным переписи населения 2021 года, в Тагади насчитывалось 193 жителя, из них 184 (95,3 %) — эстонцы.
По данным переписи населения 2011 года, в деревне проживали 220 человек, из них 206 (93,6 %) — эстонцы.
Численность населения деревни Тагади по данным переписей населения:
| Год  | 1959 | 1970 | 1979  | 1989  | 2000  | 2011  | 2021  |
| ---- | ---- | ---- | ----- | ----- | ----- | ----- | ----- |
| Чел. | 41   | ↘ 32 | ↗ 150 | ↘ 137 | ↗ 190 | ↗ 220 | ↘ 193 |

## История
Хутора, расположенные в самой северной части Кохила, образовали отдельную деревню в конце XIX века. С 1977 года в границы современной деревни вошли также старинные деревни Куртна (эст. Kurtna), до реформы 1919 года принадлежавшая мызе Куртна (нем. Kirchspiel Kurtna in Harrien), и Мяннику. Последняя в начале XVIII век была разделена на две части: на юге — Мяннику-Куртна (эст. Männiku-Kurtna), которая стала отдельной мызой (в 1471 году упоминается  хутор Mennekokorthen, в 1725 году — Mönnikokurtna), и на севере — Лепику-Куртна (эст. Lepiku-Kurtna, в 1725 году упоминается как Leppikokurten), которая принадлежала мызе Куртна. Мяннику-Куртна затем была объединена с мызой Тойс (Тохисоо).

## Транспорт
В Тагади останавливается пригородный рейсовый автобус № 117, следующий из Таллина, а также междугородние автобусы № 735 (Таллин—Вяндра) и № 872 (Таллин—Рапла).
Во время учебного года по рабочим дням в Тагади останавливаются автобусы местных линий № 15, 16, 21 и 32 (т.н. школьные автобусы).

## Происхождение топонима
Название деревни состоит из двух эстонских слов: ′taga′ (предлог «за») + ′tee′ («дорога»).